# Pilemia annulata
Pilemia annulata là một loài bọ cánh cứng trong họ Cerambycidae.